# Auguste-Robert de Pomereu
Auguste-Robert de Pomereu (1627-1702), baron des Riceys, seigneur de Saint Nom, et de La Bretèche, est un homme d'État français.
Issu de la famille de Pomereu, fils de François de Pomereu (1595-1661) et de Marie Baron (1603-1633), sa carrière est marquée par des responsabilités administratives sous Louis XIV. 
Il occupe diverses charges et fonctions officielles: conseiller au Grand Conseil (1641), maître des requêtes (1656), président au Grand Conseil (1662), intendant en Bourbonnais, Berry et Auvergne (1661-1666), conseiller d'État (1673), prévôt des marchands de Paris (1676-1684), et commissaire départi en Bretagne (1689).

## Biographie

### Rôle en Bretagne (1675-1676)
Il intervient dans cette province dans une période troublée par la révolte du Papier timbré, un soulèvement fiscal causé par de nouvelles taxes décidées par le pouvoir royal. L’installation de troupes est ordonnée pour imposer l'ordre.
Dans ce contexte, Pomereu est nommé pour superviser les troupes, assurer la discipline et gérer les aspects logistiques et financiers des quartiers d'hiver en Bretagne. Il veille à la collecte des taxes (l'ustensile) pour subvenir aux besoins des soldats et des officiers, tout en cherchant à limiter les exactions contre les habitants.
Au cours de sa mission, Pomereu adopte une gestion mesurée, évitant les abus de pouvoir. Ses actions se limitent aux affaires militaires, sans empiéter sur les affaires civiles ou administratives.
Il coopère avec le gouverneur de Bretagne, le duc de Chaulnes, mais négocie habilement pour préserver son autonomie dans l'exécution de sa mission. 
Auguste-Robert de Pomereu est finalement nommé en 1689 Intendant de Bretagne, fonction qu’il occupe jusqu’en 1692. 

### Prévost des Marchands (1676-1684)
Pomereu quitte la Bretagne après le départ des troupes en mars 1676. Il est ensuite récompensé par la Prévôté des marchands de Paris la même année, fonction qu’il occupe jusqu’en 1684,.

Pomereu incarne l'image d'un administrateur compétent et modéré dans un contexte marqué par les tensions entre le pouvoir central louis quatorzien et les provinces d'Ancien Régime.

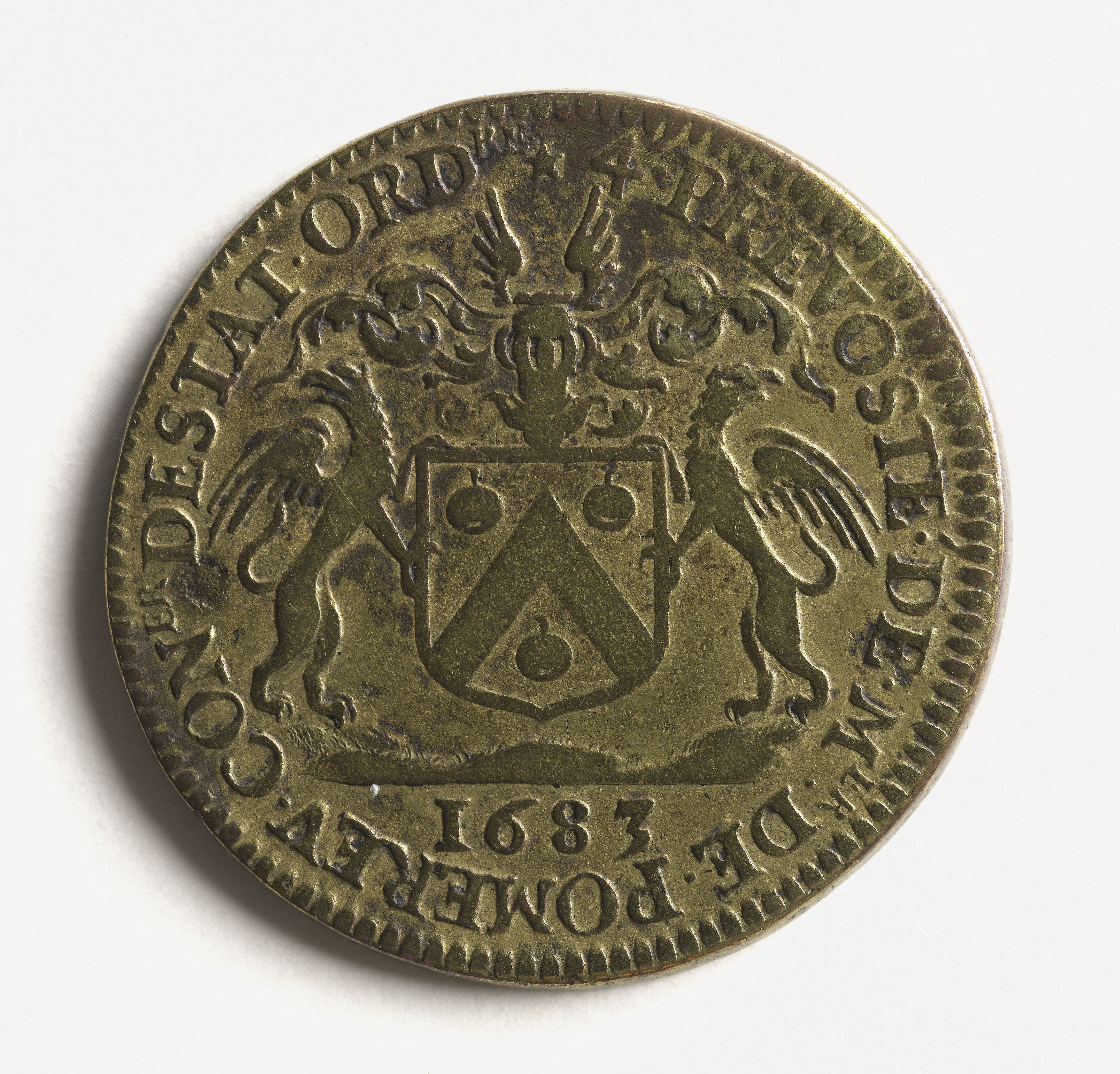
Jeton frappé aux armes d'Auguste-Robert de Pomereu en tant que Prévôt des marchands de Paris

## Hommages
Le duc de Saint-Simon dans ses Mémoires fait le portrait suivant d'Auguste-Robert de Pomereu : 
"C'était un conseiller d'État fort distingué en capacité, en lumière et en esprit, vif, actif, très intègre et laborieux, mais brusque, plus que vif, capricieux, et que sa femme et ses domestiques ne laissaient pas toujours voir, même à ses amis les plus intimes; il en avait et savait les mériter; il l'était fort de mon père, et fut toujours des miens. C'est le premier intendant qui ait été en Bretagne avec cette qualité et ce pouvoir.
Pomereu était un aigle qui brillait d'esprit et de capacité, qui avait été le premier intendant de Bretagne, qui avait eu de grandes et importantes commissions, et qui avait recueilli partout une grande réputation, mais il était fantasque, qui avait même quelques temps courts dans l'année où sa tête n'était pas bien libre et où on ne le voyait point. D'ailleurs c'était un homme ferme, transcendant, qui avait et qui méritait des amis. Il l'était fort de mon père et il était demeuré le mien". (Saint-Simon, Mémoires, Chapitre XXVI, année 1697). 

## Armes
La famille de Pomereu blasonne: "D'azur au chevron d'argent accompagné de trois pommes d'or tigées et feuillées du même".